# Eugene Gross
Eugene P. Gross (* 27. Januar 1926; † 19. Januar 1991 in Boston) war ein US-amerikanischer theoretischer Physiker.
Gross wurde 1948 an der Princeton University bei David Bohm promoviert. Als Post-Doktorand war er als Carnegie Fellow an der Harvard University und 1950/51 am Massachusetts Institute of Technology. Danach war er am Laboratory for Insulation Research und ab 1954 Assistant Professor an der Syracuse University. 1956 wurde er Associate Professor und 1961 Professor an der Brandeis University. 1977 bis 1979 stand er der Physik-Fakultät vor. Ab 1976 war er Edward and Gertrude Swartz Professor für theoretische Physik.
1963/64 war er als Fulbright Scholar an der Universität Rom und 1969/70 Gastprofessor am MIT:
Er befasste sich mit statistischer Mechanik, Plasma- und Festkörperphysik. 1961 führte er unabhängig von Lew Petrowitsch Pitajewski die Gross-Pitaevskii-Gleichung ein im Rahmen der Theorie bosonischer Quantenflüssigkeiten (wie flüssigem Helium).
Nach ihm, Prabhu L. Bhatnagar und Max Krook ist auch der Bhatnagar-Gross-Krook-Operator benannt. Er ist ein Kollisionen beschreibender Operator in der Boltzmann-Gleichung (und numerischer Näherungen an diese, der Lattice-Boltzmann-Methode) von Gasen.
Er war mit der Biochemikerin Sonja Keller verheiratet. Sein Sohn Mark war Professor für Architektur und Bauingenieurwesen an der University of Colorado in Boulder, sein Bruder Theodore Gross Präsident der Roosevelt University in Chicago.